# Pseudachorutes
Genre
Pseudachorutes est un genre de collemboles de la famille des Neanuridae.

## Liste des espèces
Selon Checklist of the Collembola of the World (version du 2 novembre 2019) :
- Pseudachorutes algidensis Carpenter, 1925
- Pseudachorutes alluaudi Delamare Deboutteville, 1945
- Pseudachorutes americanus Stach, 1949
- Pseudachorutes amucronatus Díaz & Najt, 1995
- Pseudachorutes andrei Weiner & Najt, 1985
- Pseudachorutes anomalus Imms, 1912
- Pseudachorutes aphysus Christiansen & Bellinger, 1980
- Pseudachorutes aureofasciatus (Mac Gillivray, 1893)
- Pseudachorutes auricularius Cassagnau & Rapoport, 1962
- Pseudachorutes beta Najt & Weiner, 1991
- Pseudachorutes bifasciatus Oliveira & Deharveng, 1994
- Pseudachorutes bifidus Christiansen & Bellinger, 1980
- Pseudachorutes bobeitio Najt & Weiner, 1997
- Pseudachorutes cacaoiensis Najt, Thibaud & Weiner, 1990
- Pseudachorutes caerulescens Schött, 1893
- Pseudachorutes caramel Kaprus, Weiner & Nevo, 2005
- Pseudachorutes chazeaui Najt & Weiner, 1991
- Pseudachorutes cheni Shi, Jiang & Pan, 2008
- Pseudachorutes columbicus Rusek, 1991
- Pseudachorutes complexus (MacGillivray, 1893)
- Pseudachorutes conicus Lee & Kim, 1984
- Pseudachorutes conspicuatus Salmon, 1944
- Pseudachorutes corticicolus (Schäffer, 1897)
- Pseudachorutes crassus da Gama, 1964
- Pseudachorutes curtus Christiansen & Bellinger, 1980
- Pseudachorutes dalensi Weiner & Najt, 1985
- Pseudachorutes decussus (Salmon, 1941)
- Pseudachorutes deficiens Zoughailech, Hamra-Kroua & Deharveng, 2016
- Pseudachorutes deserticus Palacios-Vargas, 1990
- Pseudachorutes difficilis Denis, 1931
- Pseudachorutes dilatatus (MacGillivray, 1893)
- Pseudachorutes dubius Krausbauer, 1898
- Pseudachorutes galapagoensis Najt, Thibaud & Jacquemart, 1991
- Pseudachorutes geronensis (Massoud, 1963)
- Pseudachorutes gilvus Oliveira & Deharveng, 1994
- Pseudachorutes gilvus Oliveira & Deharveng, 1995
- Pseudachorutes guyanensis Najt, Thibaud & Weiner, 1990
- Pseudachorutes herberti Arlé & Rufino, 1976
- Pseudachorutes hitakamiensis Tamura, 2001
- Pseudachorutes hodeberti Thibaud, 2008
- Pseudachorutes indiana Christiansen & Bellinger, 1980
- Pseudachorutes innominatus Denis, 1931
- Pseudachorutes insularis Yosii, 1965
- Pseudachorutes isawaensis Tamura, 2001
- Pseudachorutes janstachi Kaprus & Weiner, 2009
- Pseudachorutes japonicus Kinoshita, 1916
- Pseudachorutes javanicus (Handschin, 1920)
- Pseudachorutes jeonjuensis Lee & Kim, 1984
- Pseudachorutes jianxiucheni Gao, Yin & Palacios-Vargas, 2008
- Pseudachorutes kangchenjungae Yosii, 1966
- Pseudachorutes labiatus Zoughailech, Hamra-Kroua & Deharveng, 2016
- Pseudachorutes laricis Arbea & Jordana, 1989
- Pseudachorutes legrisi Thibaud & Massoud, 1983
- Pseudachorutes libanensis (Cassagnau & Delamare Deboutteville, 1955)
- Pseudachorutes libanensis Ellis, 1976
- Pseudachorutes lishanensis Gao, Yin & Palacios-Vargas, 2008
- Pseudachorutes longisetis Yosii, 1961
- Pseudachorutes lunatus Folsom, 1916
- Pseudachorutes macrochaetus Najt, Thibaud & Jacquemart, 1991
- Pseudachorutes massoudi Arlé, 1966
- Pseudachorutes medjugorjensis Barra, 1993
- Pseudachorutes minor Peja, 1985
- Pseudachorutes multidentatus Najt, Thibaud & Weiner, 1990
- Pseudachorutes murphyi Massoud, 1965
- Pseudachorutes namphoensis Weiner & Najt, 1985
- Pseudachorutes nica Palacios-Vargas & Mejía-Madrid, 2012
- Pseudachorutes niloticus Wahlgren, 1906
- Pseudachorutes octosensillatus Zoughailech, Hamra-Kroua & Deharveng, 2016
- Pseudachorutes orghidani Massoud & Gruia, 1973
- Pseudachorutes orientalis Loring, 1984
- Pseudachorutes ouatilouensis Najt & Weiner, 1997
- Pseudachorutes palmiensis Börner, 1903
- Pseudachorutes parvulus Börner, 1901
- Pseudachorutes pasurus (Wray, 1958)
- Pseudachorutes pauliani Delamare Deboutteville, 1952
- Pseudachorutes periyarensis Prabhoo, 1971
- Pseudachorutes plurichaetosus Arbea & Jordana, 1991
- Pseudachorutes poahi Christiansen & Bellinger, 1992
- Pseudachorutes polychaetosus Gao & Palacios-Vargas, 2008
- Pseudachorutes ponmudiensis (Prabhoo, 1971)
- Pseudachorutes pratensis Rusek, 1973
- Pseudachorutes prosimplex Weiner & Najt, 1985
- Pseudachorutes pseudoniloticus Massoud, 1963
- Pseudachorutes puniceus Salmon, 1944
- Pseudachorutes reductus Thibaud & Massoud, 1983
- Pseudachorutes rhaeticus (Carl, 1899)
- Pseudachorutes rugatus Wray, 1952
- Pseudachorutes saxatilis Macnamara, 1920
- Pseudachorutes scythicus Kaprus & Weiner, 2009
- Pseudachorutes sexsetosus Denis, 1934
- Pseudachorutes shiragamiensis Hisamatsu & Tamura, 1998
- Pseudachorutes sibiricus (Rusek, 1991)
- Pseudachorutes sibiricus Reuter, 1891
- Pseudachorutes simplex Maynard, 1951
- Pseudachorutes solaris da Silveira & de Mendonça, 2018
- Pseudachorutes subabdominalis Steiner, 1958
- Pseudachorutes subcrassoides Mills, 1934
- Pseudachorutes subcrassus Schäffer, 1897
- Pseudachorutes subcrassus Tullberg, 1871
- Pseudachorutes tamajonensis Simón, 1986
- Pseudachorutes tasmaniensis Womersley, 1936
- Pseudachorutes tavignani Poinsot-Balaguer, 1978
- Pseudachorutes tillieri Najt & Weiner, 1991
- Pseudachorutes unidentatus Salmon, 1956
- Pseudachorutes uniformis Thibaud & Massoud, 1983
- Pseudachorutes univesicatus Weiner & Najt, 1991
- Pseudachorutes vasylii Kaprus & Weiner, 2009
- Pseudachorutes vitalii Kaprus & Weiner, 2009
- Pseudachorutes wandae Gao, Yin & Palacios-Vargas, 2008
- Pseudachorutes yoshiii Najt & Weiner, 1991

## Publication originale
- Tullberg, 1871 : Förteckning öfver Svenska Podurider. Öfversigt af Kongliga Vetenskaps-Akademiens Förhandlingar, vol. 28, p. 143–155.